# Mojib-Ribbon
Mojib-Ribbon (モジブリボン Mojiburibon?) es un videojuego de música para la PlayStation 2 creado por Masaya Matsuura como un spinoff de su juego Vib-Ribbon, el cual había sido lanzado para la PlayStation. 
Se lanzó una secuela directa llamada Vib-Ripple en el año 2004. La sucesión de esta serie se pueden comparar a los lanzamientos de la serie predecesora PaRappa (hecha por el mismo creador), en donde el juego original lo precede una pseudo-secuela, y luego se lanza una secuela directa unos años después.
Mientras que en Vib-Ribbon el gameplay se basa en la interacción del jugador con la melodía de una canción, en Mojib-Ribbon se centra en la interacción del jugador con la letra de la canción. Debido a esto, la música empleada en el juego se basa en su mayoría en música rap con mucho énfasis en su letra. La estética del juego está basada en artes tradicionales tales como el sumi-e y la caligrafía kana japonesa.
Esto dio surgimiento a reclamos que apuntan a que el juego es incomprensible para las audiencias no japonesas, aunque la simplicidad de su gameplay le permitió a varios jugadores de importación (generalmente la mayoría se los considera seguidores de las obras de Masaya Matsuura) disfrutar el juego de todas formas. Existen varias guías en línea con instrucciones para navegar la interfaz del juego en el caso de no hablar japonés.
En Mojib-Ribbon, el jugador encarna a Mojibri (Mojibri (モジブリ Mojiburi?)) (el personaje principal tiene un nombre similar a Vibri, el cual proviene del antecesor de este juego Vib-Ribbon), un personaje dibujado en estilo del sumi-e que quiere convertirse en un rapero famoso (al igual que PaRappa the Rapper). En cada nivel, Mojibri camina alrededor de un círculo de nubes que son atravesadas por caracteres kana con la letra de la canción. El jugador tiene que pulsar el botón arriba en el joystick para lograr que Mojibri meta su fude en el suzuri y luego presionar el botón abajo para que Mojibri escriba el kana a medida que cante. La banda sonora se compone de canciones de rap con un ritmo muy marcado, y el jugador debe lograr aplicar la aplicación del fude al washi a tiempo cuando vienen las letras y al suzuri durante los descansos.
Más tarde en el juego, Mojibri une fuerzas con una compañera llamada Mojiko (モジコ?) y un robot gigante llamado Osorezan 1999 (オソレザン一九九九 Osorezan ichikyūkyūkyū?). Cada personaje tiene un estilo de caligrafía individual.